# تپه چغا قلاع کلان
تپه چغا قلاع کلان مربوط به هزاره اول قبل از میلاد است و در شهرستان ایوان، بخش زرنه، روستای کلان واقع شده و این اثر در تاریخ ۹ اردیبهشت ۱۳۸۲ با شمارهٔ ثبت ۸۴۶۴ به‌عنوان یکی از آثار ملی ایران به ثبت رسیده است.